# Старый, Григорий Иванович
Григо́рий Ива́нович Ста́рый (настоящая фамилия — Бори́сов; 27 ноября (9 декабря) 1880, Бозиены — 11 октября 1937, Тирасполь) — участник революционного движения в Молдавии и на Украине. Партийный и государственный деятель Молдавской АССР.

## Биография
Родился 27 ноября (9 декабря) 1880 в селе Бозиены Бессарабской губернии (ныне Хынчештский район Молдавии) в семье железнодорожника. Рабочий. В социал-демократическом движении участвовал с 1900 года. Революционную работу вёл на Украине и в Ростове-на-Дону. Участвовал в вооружённом восстании в Горловке в декабре 1905 года. Подвергался арестам и ссылкам. Во время Первой мировой войны был мобилизован в армию, где вёл революционную пропаганду среди солдат Юго-Западного фронта. После Февральской революции 1917 года член армейского комитета. Член коммунистической партии с 1918 года. В 1918-21 гг. Старый был одним из организаторов и руководителей партизанского движения в Бессарабии в составе Румынии. Руководил Бендерским восстанием 27 мая 1919 года. Был членом Бессарабского обкома РКП(б). Заочно приговаривался румынскими властями к смертной казни.
В 1922—24 гг. Г. И. Старый учился в Коммунистическом университете имени Я. М. Свердлова, работал в Одесском губкоме партии. Работал редактором первой молдавской газеты в МАССР «Плугарул рошу» («Красный пахарь»). В 1924-25 гг. председатель Временного революционного комитета Молдавии. В 1925-26 гг. — председатель ЦИК МАССР, в 1926-28 и 1932-37 гг. председатель СНК Молдавской АССР. Член ЦИК СССР 3—7 созывов. В 1928-32 гг. на хозяйственной работе в Харькове. Делегат XVII съезда ВКП(б), V конгресса Коминтерна. На Чрезвычайном восьмом Всесоюзном съезде Советов был избран членом комиссии по редактированию текста Конституции СССР. Награждён орденом Ленина.
22 июня 1937 года был арестован по так называемой «румынской операции» (по этому же делу проходили Х. Б. Богопольский, И. И. Бадеев, Д. П. Милев, В. Я. Холостенко, С. Р. Лехтцир, Г. И. Бучушкан). 8 октября приговорён к смертной казни, 11 октября того же года расстрелян во дворе Тираспольской внутренней тюрьмы. Реабилитирован в 1955 году.

## Интересные факты
В 1964 году именем Старого была названа бывшая улица Виноделия в Кишинёвском секторе Ботаника. После распада Советского Союза улица получила название Сармизеджетуса в честь военного, религиозного и политического центра Дакии. Однако из-за труднопроизносимого названия абсолютное большинство называет улицу по-прежнему, ул. Старого.
В Тирасполе на улице Пушкина сохранился дом № 19, в котором жил Г. И. Старый. В его честь названа улица в Кировском районе города. Известно также, что Г. И. Старый руководил сносом Покровской церкви в центре Тирасполя в 1931 году.
Именем Старого в Приднестровье в городе Бендеры и Тирасполь названы улицы, а также локомотивное депо в городе Бендеры. В городе Бендеры на улице Тургенева находятся дом, в котором проживал Григорий Иванович Борисов (Старый).